# جغدر بالا (سياهو)
جغدر بالا (بالفارسية: جغدر بالا) هي قرية تقع في إيران في قسم سیاهو الريفي. يقدر عدد سكانها بـ 329 نسمة .